# Valdemar Schiøtt
Valdemar Johannes Ludvig Schiøtt, född 8 augusti 1826 i Köpenhamn, död där 13 april 1915, var en dansk musiker och filantrop.
År 1841 började Schiøtt att som elev spela i kapellet, var senare förste flöjtist vid den italienska operan på Hofteatret och övergick 1852 till samma befattning i Det Kongelige Kapel, där han verkade till 1888. År 1853 anställdes han som musiklärare i det äldre blindinstitutet (Kædeselskabets) och var efter dess övergång till statsanstalt förste musiklärare där.
Schiøtt införde Louis Brailles notsystem och konstruerade dels själv, dels tillsammans med andra, flera apparater avsedda för spelande blinda. Mest känd är han som stiftare av Skoleforeningen af 1866, instiftad med syfte att ge barn bättre skolgång, men han verkade även på många andra sätt i välgörenhetens tjänst.